# Penelope Anne Coelen
Penelope Anne Coelen (Durban, 15 de abril de 1940) é uma modelo e rainha de beleza sul-africana que venceu o Miss Mundo 1958 em Londres.
Com apenas 18 anos de idade, ela foi a primeira de seu país e do Continente Africano a vencer este concurso.

## Biografia
Penelope, ou simplesmente Penny, era uma secretária em Durban antes de participar do Miss África do Sul.
Após vencer o Miss Mundo, trabalhou como modelo e viveu em Beverly Hills, California, de onde saiu para casar-se, em seu país-natal, com o fazendeiro Michel Rey, com o qual teve 5 filhos.
Vive em Ballito, na África do Sul, e hoje assina seu nome como Penelope Coelen Rey.

## Participação em concursos de beleza

### Miss Mundo
No dia 13 de outubro de 1958, no Lyceum Ballroom, em Londres, Penelope venceu outras 21 concorrentes para levar o título de Miss Mundo 1958.
Em 2014, o EWN escreveu que após vencer ela teria dito que "É maravilhoso. Eu apenas penso que ontem eu estava na África do Sul e agora sou a Miss Mundo. Me sinto no topo do mundo".

#### Reinado
Segundo o EWN, Penelope recebeu uma grande atenção durante o reinado e diversas ofertas para trabalhar como modelo. 

## Vida após os concursos de beleza
Após coroar sua sucessora, Penelope tentou a vida como atriz de Hollywood, porém falhou nos testes. Em seu país, ela também tentou fazer carreia na TV.
Viveu na Califórnia por algum tempo, antes de casar-se com o fazendeiro Michel Rey, na África do Sul, com o qual teve 5 filhos. Em 2015, o jornal North Coast Courier escreveu que, após se casar, na fazenda onde ela vivia não havia luz elétrica e água quente. "Penelope, que havia viajado pelo mundo todo e convivido com com pessoas da alta-sociedade, teve que se ajustar à vida numa fazenda isolada".
"Eu era uma recém-casada miserável, pensando sobre os lugares onde eu poderia estar e sobre o que eu estava fazendo numa fazenda. Então queimei meus diários de Miss Mundo, porque eu não queria viver no passado.", disse ela à publicação. Penny também revelou que se arrependeu de ter destruído os diários. "Gostaria de poder adicioná-los a minha coleção de memórias", disse.
Aos 35 anos ela decidiu que precisava pensar na carreira e fundou a Salon de Beauté na fazenda. Catorze anos depois, ela se tornou palestrante da área de beleza, saúde e moda. "Era muito estressante, porque eu sempre entrava em pânico e esquecia o que eu queria falar", disse ao North Coast Courier, o que a fez mudar de área e investir em Pintura. 
Em 2004, seu filho Nicholas sofreu um acidente ao praticar polo, o que o deixou totalmente dependente. "Ele precisa de cuidados 24 horas por dia, pois não consegue fazer nada sozinho", disse ao North Coast Courier. 